# L'ultima occasione/E... (E adesso sono tua)
L'ultima occasione/E... (E adesso sono tua) è il 73° singolo di Mina, pubblicato a luglio del 1965 su vinile a 45 giri dall'etichetta Ri-Fi.

## Il disco
La copertina, realizzata dallo studio Moletti, presenta due diverse foto della cantante, scattate da Pietro Pascuttini sul set del primo ciclo dei caroselli Barilla, che Mina iniziò a girare proprio in quel periodo.
Per la prima volta, infrangendo una consuetudine tacitamente rispettata da tutti, la copertina di un disco non reca il nome dell'esecutore ma soltanto una sua fotografia. Ciò testimonia il livello di popolarità raggiunto da Mina fino a quel momento.
Ne esiste una versione non in vendita, esclusiva per il circuito dei jukebox.
Entrambi i brani fanno parte dell'album Studio Uno pubblicato a marzo e della successiva raccolta Mina & Gaber: un'ora con loro di ottobre.
Tra il 1965 e il 1966 il singolo raggiunge la 16ª posizione nella classifica delle vendite settimanali, a fine 1965 sarà al 44º posto in quella annuale.

## L'ultima occasione
Spesso referenziata con l'aggiunta del sottotitolo: L'ultima occasione (Uno come te).
Gli autori sono Jimmy Fontana e Tony del Monaco come "climax" per le musiche e Gianni Meccia per il testo.
Dopo aver presentato il brano in anteprima a Studio uno, Mina partecipa alla Mostra internazionale di musica leggera di Venezia nel luglio del 1965. Non si tratta di una competizione tra cantanti o canzoni (cui Mina non parteciperà più, in seguito alla decisione presa dopo i fatti del Festival di Sanremo 1961), ma di una manifestazione che assegna un riconoscimento ("Gondola d'oro") in base alle vendite discografiche del brano presentato. Mina dunque non vince il premio in quell'edizione, ma nel 1966 per le vendite ottenute l'anno prima.

### Video
La registrazione della presentazione durante la quarta puntata (6 marzo 1965) di Studio Uno è contenuta nel DVD Gli anni Rai 1965-1966 Vol. 8, inserito in un cofanetto monografico di 10 volumi pubblicato da Rai Trade e GSU nel 2008.
Esistono due filmati diversi per i caroselli pubblicitari Barilla: il primo girato nel 1965, il secondo, poco più breve, nel 1966.

### Cover
- Prima di Mina era stata incisa senza successo dall'autore Tony Del Monaco
- Nello stesso anno Nancy Cuomo la ripropone per l'etichetta napoletana KappaO
- Sul mercato internazionale nel 1966 è Tom Jones a lanciarla con il titolo Once There Was a Time
- Nel 1995 la cantante Stefania Del Prete, vocalist per Antonella Mosetti, ha eseguito una cover inclusa nella compilation Non è la Rai gran finale.
- Nel 2003 è stata interpretata da Orietta Berti nel suo album Emozione d'autore
- Nel 2004 viene incisa dai Non voglio che Clara e successivamente inserita nell'album Hotel Tivoli
- Nel 2006 da Claudio Baglioni per la raccolta Quelli degli altri tutti qui
- Nel 2009 da Francesco Renga per l'album di cover Orchestraevoce, da cui è stato estratto anche il singolo.

## E... (E adesso sono tua)
Maliziosamente intitolata E..., e solo successivamente sottotitolata E adesso sono tua, è stata registrata alla SIAE con i due titoli separati. Nell'antologia su 5 CD del 1993 curata da Selezione dal Reader's Digest intitolata Una voce, un cuore (catalogo RDCD 159), sono presenti entrambe le versioni (leggermente diverse).
Brano composto da Bruno Martelli, padre di Augusto (cui si devono arrangiamenti e direzione orchestrale dei 2 brani di questo 45 giri), che si firma "Hammers", traduzione in inglese del cognome di famiglia.

## Tracce
Lato A
1. L'ultima occasione – 2:43 (testo: Tony Del Monaco – musica: Climax[5]; edizioni musicali Apollo)

Lato B
1. E... (E adesso sono tua) – 3:00 (testo: Alberto Testa – musica: 'Hammers'; edizioni musicali Rias)